# Lagunas (Bolivia)
Lagunas es una localidad de Bolivia, ubicada en las tierras altas del país. Administrativamente, se encuentra en el municipio de Curahuara de Carangas de la provincia de Sajama en el departamento de Oruro.
Lagunas está a una altitud de 4152 m s. n. m., a 18 kilómetros de la frontera con Chile, en la margen derecha del río Sajama en la desembocadura del río Suruna. A 15 km al noreste de Lagunas se encuentra el nevado Sajama, que, con 6542 m s. n. m., es la montaña más alta de Bolivia. A la misma vez, Lagunas se encuentra dentro del Parque nacional Sajama, en la parte sur del área protegida.
El pueblo cuenta con una iglesia colonial y un centro de interpretación turística. Además del turismo, una parte de los pobladores se dedican a la confección de prendas con fibras de llama, alpaca o vicuña.

## Geografía
Lagunas se encuentra en el Altiplano boliviano, en las laderas orientales de la Cordillera Occidental en la cordillera de los Andes.
La temperatura promedio promedio de la región es de alrededor de 5 °C, la precipitación anual es de sólo unos 200 mm. La región tiene un clima diurno pronunciado, las temperaturas medias mensuales varían sólo ligeramente entre 1 °C en junio/julio y unos buenos 6 °C de noviembre a marzo. La precipitación mensual es inferior a 10 mm de abril a octubre y alcanza su máximo en los meses de diciembre a marzo.

## Transporte
Lagunas se encuentra a 224 kilómetros por carretera al oeste de Oruro, la capital del departamento homónimo.
A 10 km al oeste de Lagunas se encuentra el pueblo fronterizo de Tambo Quemado, y desde allí, la carretera troncal Ruta 4 de 1657 km viaja hacia el este pasando por Lagunas. El primer tramo de la Ruta 4 recorre 376 kilómetros vía Curahuara de Carangas hasta Cochabamba, de allí otros 473 kilómetros más al oeste hasta la ciudad de Santa Cruz de la Sierra, y el último tramo de unos 800 kilómetros recorre desde allí en dirección sureste hasta Puerto Busch.

## Demografía
La población de la localidad ha aumentado en aproximadamente una cuarta parte en las últimas dos décadas:
| Año  | Habitantes | Fuente |
| ---- | ---------- | ------ |
| 1992 | 130        | Censo  |
| 2001 | 187        | Censo  |
| 2012 | 164        | Censo  |

Debido al desarrollo poblacional histórico, la región tiene una alta proporción de población aimara, ya que en el municipio de Curahuara de Carangas el 83,7 % de la población habla el idioma aimara.